# Oribotritia exilis
Oribotritia exilis är en kvalsterart som först beskrevs av Sellnick 1923.  Oribotritia exilis ingår i släktet Oribotritia och familjen Oribotritiidae. Inga underarter finns listade i Catalogue of Life.